# Hydrochoeris
Hydrochoerus là một chi động vật có vú trong họ Caviidae, bộ Gặm nhấm. Chi này được Brisson miêu tả năm 1762. Loài điển hình của chi này là Sus hydrochaeris Linnaeus, 1766.

## Hình ảnh

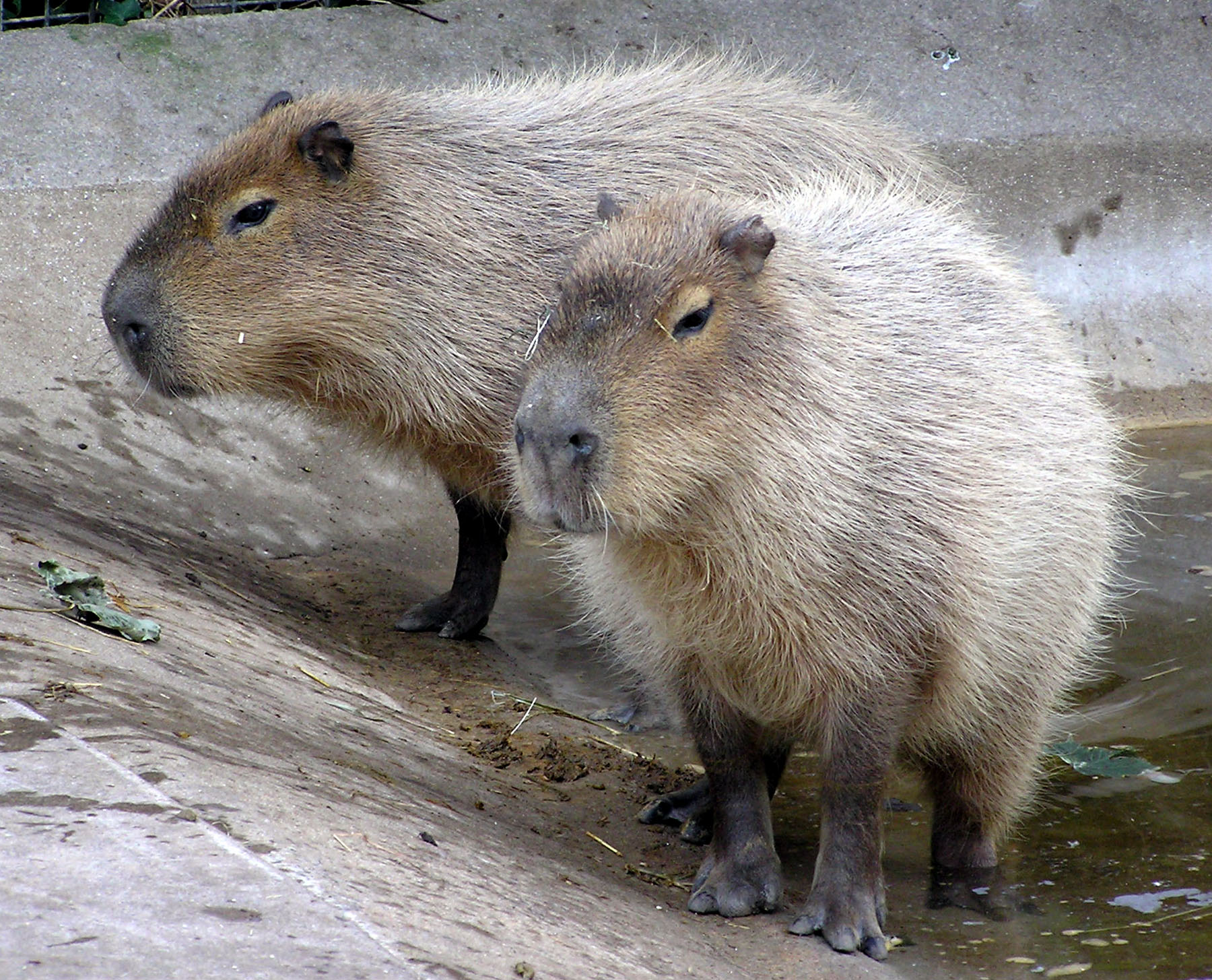
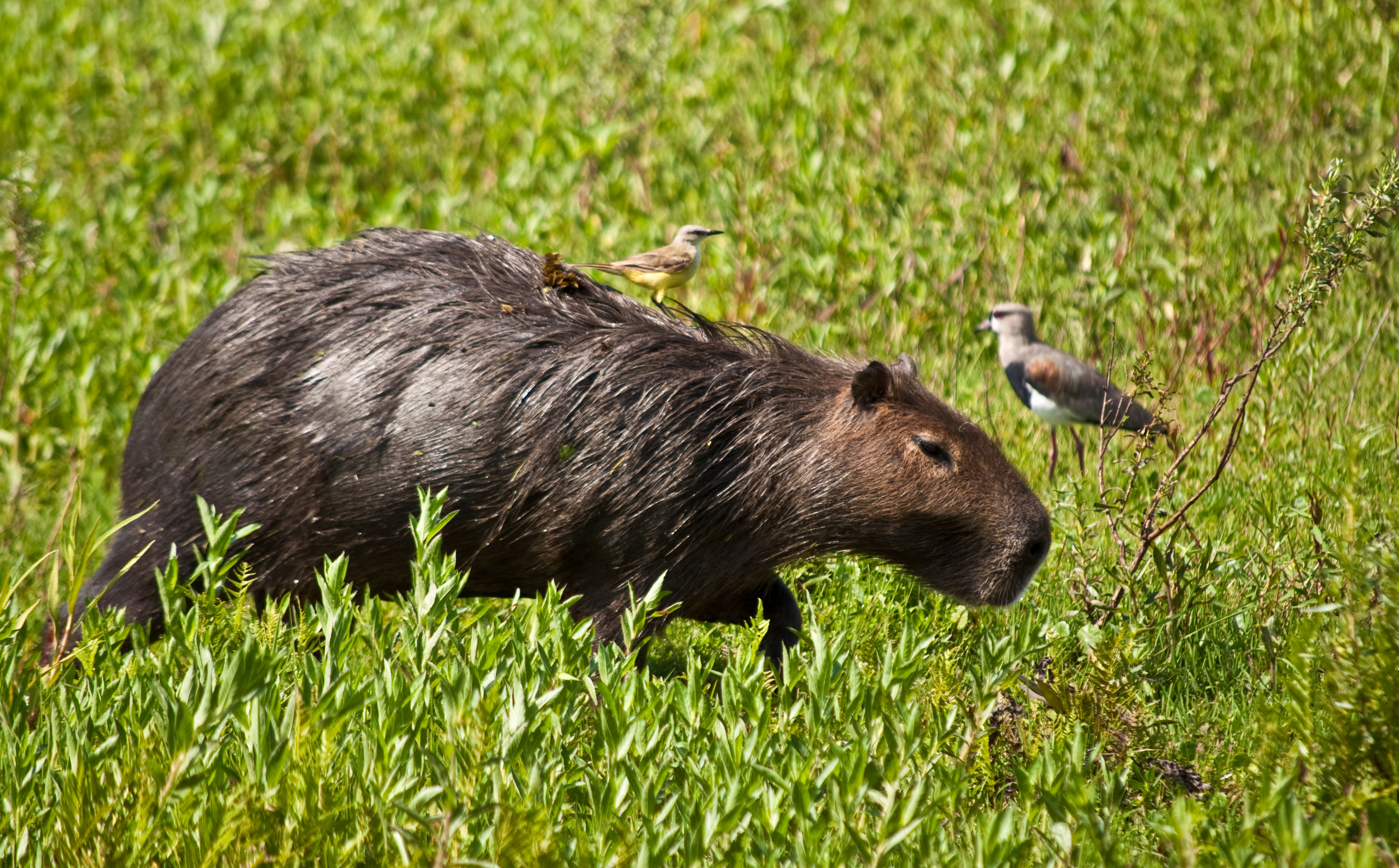
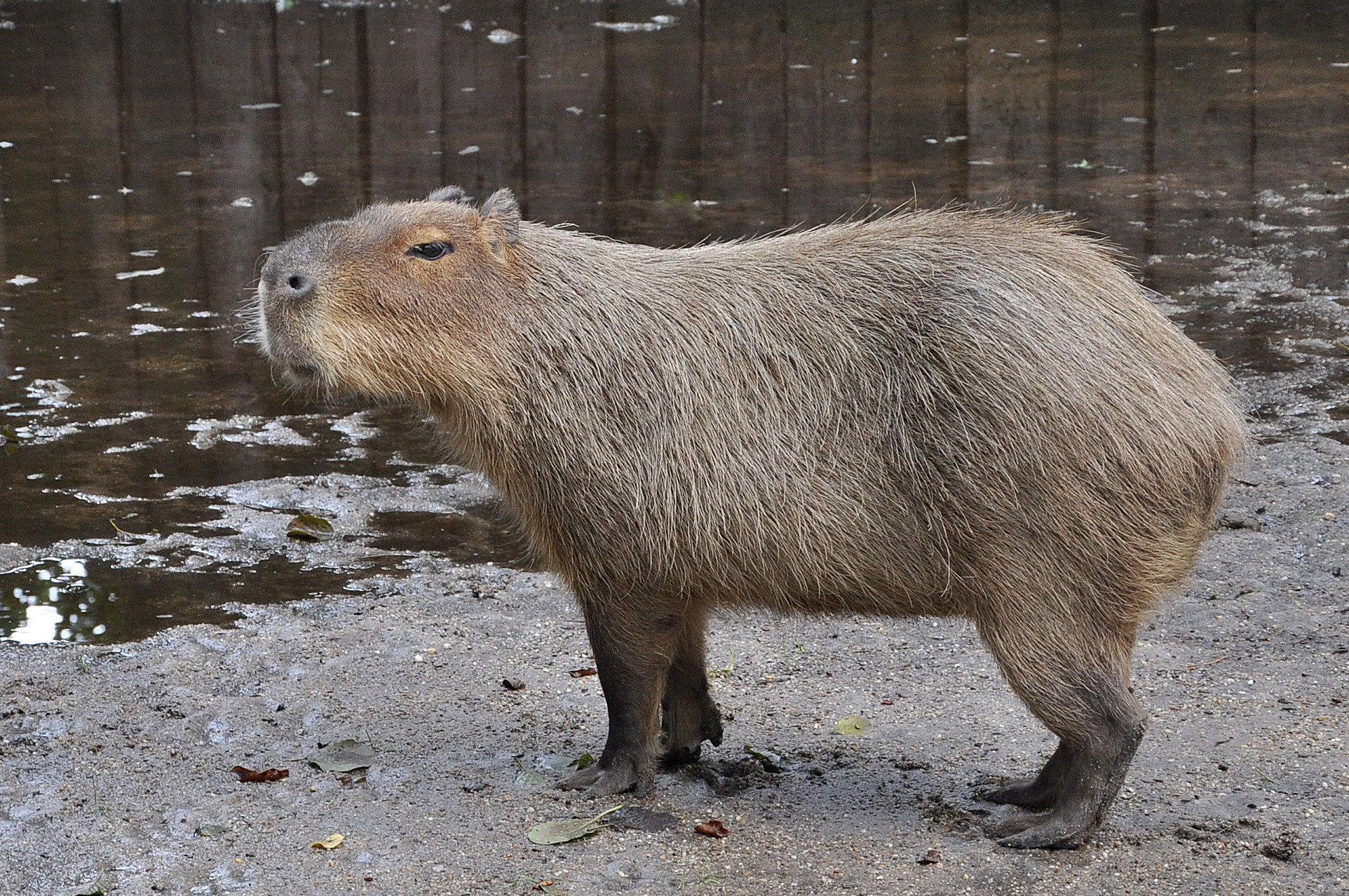
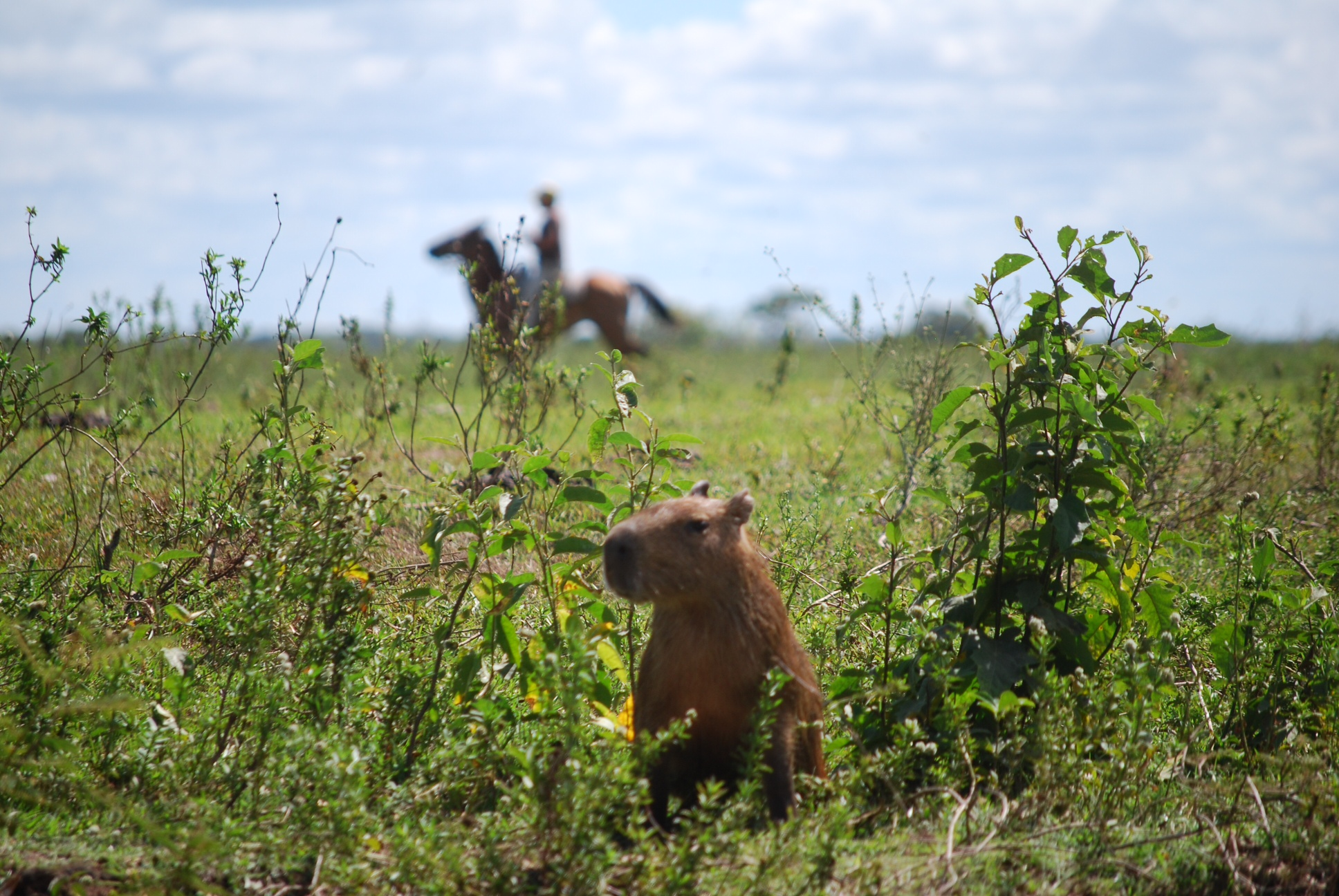

## Các loài
Chi này gồm các loài: